# Представитель в миссии

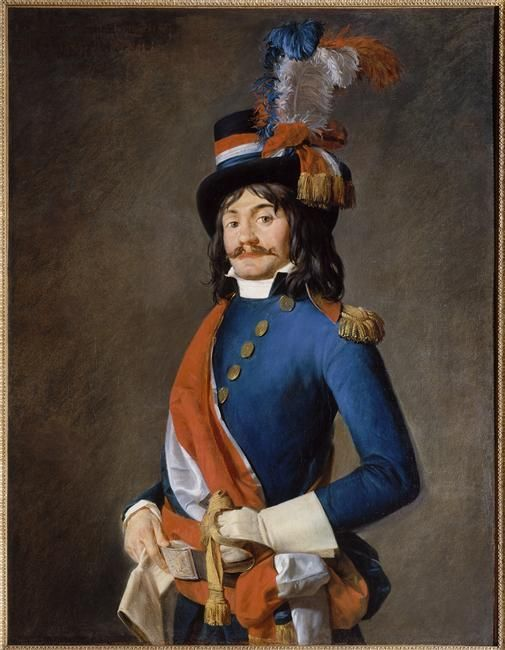
Представитель. Картина, приписываемая Жаку Луи Давиду (Музей французской революции)

Представитель в миссии (фр. Représentant en mission) — чрезвычайный посланник Законодательного собрания (1791—1792) и его преемника — Национального конвента (1792—1795) во время Великой французской революции. Этим термином чаще всего обозначаются депутаты, назначенные Национальным конвентом.
В 1793 году революционная Франция находилась в глубоком кризисе. Французские войска были вытеснены из Бельгии, в Вандее вспыхнул роялистский мятеж из-за обязательного призыва в армию и недовольства гражданским устройством духовенства. Местная гражданская и военная власть была слабой и некомпетентной, поэтому потребовались представители из депутатов Конвента, отправляемые в департаменты для выполнения чрезвычайных заданий правительства, а также для поддержания революционного порядка в департаментах и армиях, контроля за набором в армию и для наблюдения за местным гражданским и военным командованием.
Такие представители в той или иной форме существовали и при старом порядке, но во время эпохи террора их деятельность была систематизирована, и они получили почти абсолютную власть. Некоторые из них злоупотребляли своей властью и устанавливали на местном уровне настоящую диктатуру.
Представители в миссии также использовались в чрезвычайных случаях городских восстаний (рассматриваемых как части единого движения и называемых парижанами «федерализм») в таких городах, как Нант, Тулуза, Лион, Бордо и Марсель. Правительство в Париже рассматривало эти восстания как дело рук роялистов, которых нужно было устранить. Представители обычно направлялись с «неограниченными полномочиями», что позволяло им выполнять поставленные перед ними задачи. Однако этой властью часто злоупотребляли, и представители часто оказывались наиболее рьяными сторонниками и исполнителями (а иногда и палачами в буквальном смысле этого слова) террора. В общей сложности в провинции с официальной целью информировать население о необходимости принятия чрезвычайных мер и согласовывать эти меры были направлены 82 депутата. На самом деле, их главная обязанность заключалась в том, чтобы убедиться, что генералы и офицеры делают всё возможное для достижения победы.
Наиболее известными редставителями в миссии были Жозеф Фуше, Луи Мари Станислав Фрерон, Жан-Ламбер Тальен, Жан-Батист Каррье, Этьен Кристоф Менье, Жан-Мари Колло д’Эрбуа и Жорж Кутон в Лионе.